# Lycaenopsis archagathos
Lycaenopsis archagathos är en fjärilsart som beskrevs av Hans Fruhstorfer 1910. Lycaenopsis archagathos ingår i släktet Lycaenopsis och familjen juvelvingar. Inga underarter finns listade i Catalogue of Life.